# Агрипа Скептик
Агрипа Скептик (грч. Αγριππας; 1. век ) је старогрчки филозоф скептик, један од најзначајнијих представника античког скептицизма после Енезидема. Датуми живота и детаљи активности су непознати Чак ни Секст Емпирик, који је детаљно проучавао скептичке изворе и пренео их у својим списима, зачудо, не помиње име Агрипе. Познато је да је скептик Апел имао књигу „Агрипа“, али она није сачувана.
Сматра се аутором пет каснијих тропа (грчки: τροποι), који потврђују немогућност тачног сазнања. Међутим, Диоген Лаертије указује на ауторство ових пет тропа филозофима који су се ујединили око Агрипе (Диог. Л. 9 88), а немогуће је рећи ко је тачно формулисао тезе – сам Агрипа или неко од његових ученика.
Ове путеве наводи Секст Емпирик у „Пироновим пропозицијама”; они су карактеристични за касни скептицизам :
- О свакој ствари о којој се расправља, и у животу и међу филозофима, постоји нерешив спор и немогуће је поуздано изабрати један од опречних судова.
- Сваки доказ захтева доказивање на шта се ослања, и тако даље до бесконачности.
- Перцепција било ког објекта је субјективна, па се треба уздржати од суђења о стварима као таквим.
- Ако избегавате бесконачност доказа (тачка 2), онда ћете морати да доделите неки доказ као тачан а приори; али изјава узета на вери не може бити поуздан доказ.

Друга опција је да се докази уђу у зачарани круг; такви међузависни „докази” не могу се сматрати поузданим.
Први и трећи троп су резимеи десет оригиналних тропа апстиненције у раном скептицизму. Остала три одређују каснији развој скептицизма.
Хегел је веровао да каснијих пет тропа „означава потпуно другачију тачку гледишта и стадијум културе филозофске мисли“ од раних десет Енезидемових тропа, будући да они нису само производ рефлексије мишљења, већ „садрже у себи дијалектику која одређени концепт има у себи“.
По правилу, у историјској и филозофској литератури, Енезидем и Агрипа се сматрају представницима исте филозофске позиције – постакадемског скептицизма – и заједно се сврставају у млађе скептике.